# Regering-Messmer I
De regering–Messmer I (Frans: Gouvernement Pierre Messmer I) was de regering van de Franse Republiek van 6 juli 1972 tot 5 april 1973.
| Ambtsbekleder                          | Ambtsbekleder            | Ambtsbekleder                        | Functie(s)                            | Ambtstermijn   | Ambtstermijn     | Partij |
| -------------------------------------- | ------------------------ | ------------------------------------ | ------------------------------------- | -------------- | ---------------- | ------ |
|                                        | Pierre Messmer           | Pierre Messmer (1916–2007)           | Premier                               | 6 juli 1972    | 27 mei 1974      | UDR    |
|                                        | Michel Debré             | Michel Debré (1912–1996)             | Minister van Staat                    | 20 juni 1969   | 5 april 1973     | UDR    |
| Minister van Defensie                  | Michel Debré             | Michel Debré (1912–1996)             |                                       | 20 juni 1969   | 5 april 1973     | UDR    |
|                                        | Edgar Faure              | Edgar Faure (1909–1988)              | Minister van Staat                    | 6 juli 1972    | 5 april 1973     | UDR    |
| Minister van Arbeid en Werkgelegenheid | Edgar Faure              | Edgar Faure (1909–1988)              |                                       | 6 juli 1972    | 5 april 1973     | UDR    |
| Minister van Sociale Zaken             | Edgar Faure              | Edgar Faure (1909–1988)              |                                       | 6 juli 1972    | 5 april 1973     | UDR    |
|                                        | Raymond Marcellin        | Raymond Marcellin (1914–2004)        | Minister van Binnenlandse Zaken       | 31 mei 1968    | 1 maart 1974     | RI     |
|                                        | Maurice Schumann         | Maurice Schumann (1911–1998)         | Minister van Buitenlandse Zaken       | 20 juni 1969   | 5 april 1973     | UDR    |
|                                        | Valéry Giscard d'Estaing | Valéry Giscard d'Estaing (1926–2020) | Minister van Financiën                | 20 juni 1969   | 27 mei 1974      | RI     |
| Minister van Economische Zaken         | Valéry Giscard d'Estaing | Valéry Giscard d'Estaing (1926–2020) |                                       | 20 juni 1969   | 27 mei 1974      | RI     |
|                                        | René Pleven              | René Pleven (1901–1993)              | Minister van Justitie                 | 20 juni 1969   | 5 april 1973     | CDP    |
| Zegelbewaarder                         | René Pleven              | René Pleven (1901–1993)              |                                       | 20 juni 1969   | 5 april 1973     | CDP    |
|                                        | Jean Foyer               | Jean Foyer (1921–2008)               | Minister van Volksgezondheid          | 6 juli 1972    | 5 april 1973     | UDR    |
|                                        |                          | Joseph Fontanet (1921–1980)          | Minister van Onderwijs                | 6 juli 1972    | 27 mei 1974      | UDR    |
|                                        |                          | Jean Charbonnel (1927–2014)          | Minister van Wetenschap               | 6 juli 1972    | 1 maart 1974     | UDR    |
| Minister voor Industriële Zaken        |                          | Jean Charbonnel (1927–2014)          |                                       | 6 juli 1972    | 1 maart 1974     | UDR    |
|                                        |                          | Robert Galley (1921–2012)            | Minister van Transport                | 6 juli 1972    | 5 april 1973     | UDR    |
|                                        | Olivier Guichard         | Olivier Guichard (1920–2004)         | Minister van Huisvesting              | 6 juli 1972    | 27 mei 1974      | UDR    |
| Minister van Ruimtelijke Ordening      | Olivier Guichard         | Olivier Guichard (1920–2004)         |                                       | 6 juli 1972    | 27 mei 1974      | UDR    |
|                                        | Jacques Chirac           | Jacques Chirac (1932–2019)           | Minister van Landbouw en Visserij     | 6 juli 1972    | 27 februari 1974 | UDR    |
|                                        |                          | Jacques Duhamel (1924–1977)          | Minister van Cultuur                  | 7 januari 1971 | 5 april 1973     | CDP    |
|                                        | Yvon Bourges             | Yvon Bourges (1921–2009)             | Minister voor Midden- en Kleinbedrijf | 20 juni 1969   | 5 april 1973     | UDR    |
| Minister voor Beroepsopleiding         | Yvon Bourges             | Yvon Bourges (1921–2009)             |                                       | 20 juni 1969   | 5 april 1973     | UDR    |
|                                        | André Bord               | André Bord (1922–2013)               | Minister voor Veteranenzaken          | 6 juli 1972    | 27 mei 1974      | UDR    |
|                                        |                          | Hubert Germain (1920–2021)           | Minister voor Post                    | 20 juni 1969   | 1 maart 1974     | UDR    |